# Афанасьєв Федір Михайлович
Афана́сьєв Фе́дір Миха́йлович (рос. Афанасьев Фёдор Михайлович; *1883 — †1935) — начальник штабу 2-ї армії Східного фронту під час Громадянської війни в Росії.

## З життєпису
Родом з поміщиків. Закінчив Академію Генерального штабу в 1913 році. Учасник Першої світової війни, полковник. З лютого 1918 року в Червоній Армії. Працював в Генеральному штабі, Всеросійському головному штабі, з листопада 1918 по червень 1919 років начальник штаба 2-ї армії Східного фронту. Розробляв та здійснював плани захоплення Іжевська та Воткінська, придушення на території Удмуртії повстанців (1918), потім бої з армією Колчака (1919). З квітня 1920 по червень 1922 років начальник штаба, помічник головнокомандувача збройних сил по Сибіру.
За участь у розгромі контрреволюційних сил на сході та південному сході СРСР нагороджений орденом Червоного Прапора (1921). В подальшому помічник начальника Військової академії Червоної армії. З 1924 року у відставці.